# Neoclavulina
Neoclavulina es un género de foraminífero bentónico de la subfamilia Valvulininae, de la familia Valvulinidae, de la superfamilia Eggerelloidea, del suborden Textulariina y del orden Textulariida. Su especie tipo es Valvulina intermedia. Su rango cronoestratigráfico abarca el Luteciense (Eoceno medio).

## Discusión
Clasificaciones previas incluían Neoclavulina en la superfamilia Textularioidea.

## Clasificación
Neoclavulina incluye a las siguientes especies:
- Neoclavulina intermedia †
- Neoclavulina robusta †